# Csehboltozat

Csehboltozat

A csehboltozat egy félgömbből (fél ellipszoidból) kialakított boltozat. A félgömbből lemetszik az alapkörbe írt négyszög (vagy más páros szögű sokszög) oldalaira állított függőleges síkokon kívül eső részeket: az így kapott homlokívek a félgömbből származtatott csehboltozatban félkörök, a boltozat felülete pedig a gömbfelület egy darabja. Olyan terek fedésére alkalmas, amelyek sarokpontjai egy körön vagy ellipszisen helyezkednek el; csak a sarokpontokon kell alátámasztani. Főleg a barokk építészetben kedvelték, mert egymás melletti terek, illetve térszakaszok fölött sorozatosan alkalmazható és mintadeszkázat nélkül építhető.
A függőkupola teljesen azonos a csehboltozattal, csak a falazása más.